# Fava-de-rosca
A fava-de-rosca (Enterolobium schomburgkii) é uma espécie sul-americanade árvore da família das leguminosas, subfamília das mimosoídea. Tais árvores chegam a medir até 40 metros, de madeira pesada, dura e resistente. Também são conhecidas pelos nomes de timbaúba, timbaúva, timbó-da-mata e timborana.